# Solidarność Francuska
Solidarność Francuska (fr. Solidarité Française) – francuskie ugrupowanie skrajnie prawicowe i faszystowskie, istniejące w latach 30.

## Historia
Ugrupowanie zostało założone w 1933 r. przez François Coty’ego, przemysłowca z branży perfumeryjnej. Po śmierci F. Coty’ego w 1934 inspirowane było ruchem niemieckimich narodowych socjalistów (NSDAP). Na jego czele stał mjr Jean Renaud. W 1932 r. liczyło ok. 180 tys. członków, w tym ok. 80 tys. w Paryżu. Nosili oni czarne spodnie, bluzy i berety. Używali hasła "Francja dla Francuzów". Solidarité Française prowadziło współpracę z innymi skrajnie prawicowymi ugrupowaniami, jak Action Française, czy Jeunesse Patriotes. Brało udział w wielkich demonstracjach prawicowych 6 lutego 1934 r. w Paryżu (kryzys 6 lutego 1934). Po śmierci F. Coty’ego w tym roku Solidarité Française została włączona w skład Parti Franciste. W czerwcu 1936 r. zostało rozwiązane przez rząd Frontu Ludowego Léona Bluma. Większość członków wstąpiła do faszystowskiej Francuskiej Partii Ludowej (PPF).